# Subtítulo
Los subtítulos son los textos que aparecen en el borde inferior de una imagen, con frecuencia superpuesto a ella, aportando información adicional sobre esta o traduciendo una narración o diálogo hablado en un idioma diferente. Apreciados por los cinéfilos, por permitir la audición de la voz del actor original si no se domina el idioma de la producción, se emplean también como ayuda para mejorar el conocimiento de un idioma o como herramienta de accesibilidad audiovisual para personas con deficiencias auditivas. 
En Latinoamérica los subtítulos están generalizados en las salas de cine mientras que en las estaciones de televisión de señal abierta es común el doblaje. En España, sin embargo, están restringidos a un circuito de cine relativamente especializado, proyectándose por lo general versiones dobladas en el resto de los cines y en las cadenas de televisión.

## Tipos de subtítulos
En el año 2003, coincidiendo con la publicación del primer borrador de la norma AENOR sobre el subtitulado, el investigador Jorge Díaz Cintas publicó Teoría y práctica de la subtitulación. Inglés - Español, obra que constituye una primera aproximación a la categorización de las tipologías de subtitulado. Quince años después, tomando como base la clasificación de Díaz Cintas, Pablo Romero Fresco estableció dos divisiones a la hora de categorizar el subtitulado. Por una parte, comprende la subtitulación de acuerdo con su audiencia receptora, dando lugar a dos tipos de subtitulado: subtitling —subtitulado, a secas— y subtitling for the deaf —subtitulado para personas sordas.
El auge de Internet y las plataformas IDS, junto con el cambio cultural en la sociedad española, ha favorecido que aparezcan nuevos usos del subtitulado. Tendencias como el consumo de vídeo a través del móvil en espacios públicos y con el sonido apagado, el acceso a la programación propia de otros países —en otros idiomas— o un progresivo consumo de series y películas en versión original en detrimento del doblaje, han revitalizado la utilización del subtitulado y han puesto de manifiesto nuevos usos, como el subtitulado creativo, el karaoke o la traducción ante el audio no disponible. La tabla más reciente de tipologías del subtitulado, que tiene en cuenta las características de los nuevos medios de vídeo bajo demanda, es la de Gema López Sánchez y Francisco Utray, publicada en 2020:
| Según la manera en la que el subtitulado se incorpora a la pieza audiovisual | De incorporación manual                        | Requiere de intervención humana. Una persona se encarga de escribir los subtítulos e incorporarlos al producto audiovisual. |
| Según la manera en la que el subtitulado se incorpora a la pieza audiovisual | De incorporación automática                    | Un sistema tecnológico, por ejemplo, un sistema basado en reconocimiento del habla, genera los subtítulos de manera automática. |
| Según la manera en la que el subtitulado se incorpora a la pieza audiovisual | De incorporación mixta                         | Mezcla las dos tipologías anteriores. Una máquina genera el subtitulado, pero un ser humano se encarga de su verificación. |
| Según los parámetros lingüísticos                                            | Subtitulación intralingüística                 | El texto del subtítulo se corresponde con el del audio y se presenta en el mismo idioma. |
| Según los parámetros lingüísticos                                            | Subtitulación interlingüística                 | La información del audio y del subtítulo viene presentada en lenguas diferentes. |
| Según la usabilidad                                                          | Subtitulado de traducción                      | Se corresponde con una subtitulación interlingüística cuya función es poder comprender un texto hablado (audio) o escrito (atrezzo, rotulación, etc.) cuando el usuario no conoce la lengua original de la producción y/o cuando no existe doblaje disponible. |
| Según la usabilidad                                                          | Subtitulado de apoyo                           | Puede ser de tipo intralingüístico o interlingüístico. Tiene una función pedagógica al servir de ayuda para usuarios que utilizan el servicio de subtitulado para aprender idiomas o ver productos fílmicos en versión original. |
| Según la usabilidad                                                          | Subtitulado de accesibilidad                   | Se corresponde, principalmente, con un subtitulado intralingüístico, aunque puede incorporar elementos interlingüísticos siempre que vengan debidamente señalados. Es el subtitulado utilizado tanto por personas con discapacidad auditiva como por usuarios que no pueden recibir el audio correctamente, ya sea por factores personales (sordera, pérdida de audición, etc.) o contextuales (entornos ruidosos, volumen apagado, vallas publicitarias electrónicas sin audio, etc.). |
| Según el momento en el que se realizan los subtítulos                        | Subtitulación simultánea                       | Se realiza en directo. Es decir, se lleva a cabo a la vez que el programa está teniendo lugar y se redacta sobre la emisión. Es propio de la programación en directo y en semidirecto, así como en competiciones deportivas. |
| Según el momento en el que se realizan los subtítulos                        | Subtitulación en diferido                      | Es propia de las películas, series, documentales y cualquier programación que no se emita en directo. Se aplica sobre un producto audiovisual cuya producción ya se ha completado y se emite una vez finalizado. |
| Según el momento en el que se realizan los subtítulos                        | Subtitulación semisimultánea                   | Viene de la incorporación de clips audiovisuales con subtitulación en diferido dentro de programaciones en directo con subtitulación simultánea. Por ejemplo, este es el subtitulado propio de galas de premios como el Festival de Cine de San Sebastián. |
| Según el público receptor                                                    | Subtitulado para personas con discapacidad     | Se trata de un subtitulado accesible que incorpora elementos de información contextual, efectos sonoros y marcado de la música. |
| Según el público receptor                                                    | Subtitulado para personas sin discapacidad     | Puede incorporar o no información contextual, efectos sonoros y marcado de la música. Además, puede tener los tres tipos de usabilidad. |
| Desde el punto de vista técnico                                              | Subtítulos fijos                               | El subtítulo viene incorporado en el producto audiovisual sin que el espectador pueda decidir activarlo o desactivarlo. Se da cuando los subtítulos están 'quemados' en el vídeo desde el momento de su postproducción y son inseparables del producto audiovisual. Son propios de obras que cuentan con un subtitulado creativo y de acciones publicitarias. |
| Desde el punto de vista técnico                                              | Subtítulos activables                          | La traducción puede ser añadida a la versión original a voluntad del espectador gracias a ciertos adelantos tecnológicos. Es el caso de la mayoría de los servicios IDS y de los servicios de accesibilidad en la TDT. |
| Según la función ostensiva del subtitulado                                   | Subtitulación conceptualizadora o de mediación | Se correspondería con la concepción tradicional del subtitulado como una herramienta de mediación invisibilizada para favorecer el acceso del usuario al producto audiovisual, sin ninguna otra pretensión. Es el tipo de subtitulado cuyo formato viene determinado por la norma AENOR en España. |
| Según la función ostensiva del subtitulado                                   | Subtitulación ostensiva o creativa             | Viene cuando la palabra adquiere una función artística que amplía su función conceptualizadora para convertirla en un elemento más de la composición audiovisual. Tal es el caso de los videoclips de lyric video, la publicidad digital de estilo textual o la conversión del subtitulado en un elemento de atrezzo postproducido en los productos fílmicos (rótulos intertextuales, onomatopeyas en dibujos animados, etc.).                                                          |

## Medios

### Cine
El subtitulado cinematográfico surgió con la llegada del cine sonoro (1927) con el objetivo de traducir películas que, a diferencia del cine mudo, ya no estaban construidas a base de imágenes universales, comprensibles para todo el mundo. Este nuevo problema causado por la limitación de un guion en un solo idioma, llevó a la necesidad de buscar nuevas soluciones.

### Televisión
Algunas cadenas de televisión ofrecen Closed Caption, subtítulos adaptados para sordos. Al seleccionar la página del teletexto con los subtítulos, el televisor los muestra sobre la imagen. Otras ofrecen incluso la opción de agregar subtítulos en otro idioma para la gente extranjera o en lugares donde no se escuche el video.

## Aspectos técnicos del subtitulado
El subtitulado presenta una serie de problemas técnicos que dificultan su ejecución: de un lado, el espacio del que se dispone en la pantalla es limitado, lo que conlleva la fragmentación del texto y, además, la falta de contraste entre el fondo de la imagen y el color de los subtítulos, cosa que dificulta mucho su comprensión. Es importante, pues, que los subtítulos estén bien sincronizados con el habla de los actores, cosa que obliga a recortar y simplificar el texto escrito. De otro lado, el hecho de que el ojo humano tiene la capacidad media de lectura de un segundo para una palabra que contenga de 5 a 8 letras. En este periodo de tiempo, pasan por la pantalla 24 imágenes, cosa que en ocasiones provoca choques visuales que no se pueden evitar. Además, el hecho de tener que leer los subtítulos impide al espectador ver correctamente la pantalla completa, pues se deberá centrar en la parte inferior, privándose de parte de la imagen. Por último, la introducción de un texto escrito en la pantalla puede alterar la estética de la imagen, y supone para el espectador un esfuerzo extra, ya que deberá estar pendiente de leer mientras se fija en lo que sucede en el resto del plano.
A pesar de todo esto, el subtitulado es una muy buena opción a la hora de traducir películas en varios idiomas  distintos, pues representa la solución más económica, mucho más que el doblaje.
Para que los subtítulos sean legibles, es recomendable que cada línea permanezca en la pantalla unos tres segundos. También es de gran relevancia tener en cuenta que, al margen del tiempo mínimo que el espectador necesita para leer, los subtítulos deben corresponderse con lo que está sucediendo en pantalla. Por ejemplo, en el caso de un diálogo, no deberán permanecer mucho más tiempo del que tardan los actores en recitar el texto, puesto que esto podría resultar confuso. Del mismo modo, cuando un actor está hablando fuera de campo, los subtítulos deberán aparecer solo cuando este entre en escena.
Las oraciones deberán ser lo más claras y sencillas posible, exceptuando casos en los que el texto original sea confuso o ambiguo porque el guion lo exija (por ejemplo, en el caso de que uno de los personajes esté delirando). Deberán ser, además, bastante neutros. Todas las exclamaciones serán prescindibles, puesto que deberá ser el actor quien haga entender al espectador el tono en el que se dice cada línea. Es importante que cada línea aparezca en pantalla de una en una, aunque a menudo resulta imposible, porque el lenguaje hablado es demasiado extenso, y se debe priorizar que el subtítulo esté sincronizado con el texto original. Por eso, es habitual ver hasta tres líneas a la vez, aunque para el espectador resulte más difícil de leer sin cansarse.

## Contenedores multimedia

### Otros contenedores
Existen otros contenedores multimedia capaces de almacenar los subtítulos en formato de texto, lo que ocupa mucho menos espacio. Estos subtítulos se van escribiendo en la pantalla sobre la imagen de vídeo. 
Estos contenedores suelen ser compatibles con la mayoría de los reproductores domésticos. Para que esto sea posible, normalmente se han de activar los subtítulos (o pulsar el botón subtítulos) en el mando a distancia de los equipos reproductores de video, de forma similar a como se hace en los DVD. Asimismo, el archivo de subtítulos se debe llamar igual que el que contiene el video.
Ejemplos de contenedores:
- AVI (.avi)
- MP4
- OGM (.ogm)
- Matroska (.mkv)

### Formatos de subtítulos
- Formato texto llano:
  - SubRip (.srt)
  - MicroDVD (.sub)
  - Universal Subtitle Format (formato XML con funciones avanzadas)
  - Substation Alpha (.ssa), y Advanced Substation Alpha (.ass)
- Otros formatos (.smi, .rt , .txt, .aqt, .jss, .js)

### Formato imagen
- - Open Picture Subtitle
  - DVD (los subtítulos se guardan en los archivos VOB)
  - SVCD (a diferencia del VCD, permite subtítulos flotantes)
  - CVCD

Para los sonidos también hay una especie de subtítulos para mostrar en el reproductor del ordenador o el MP3 portátil. Sirve para mostrar la letra o alguna información del audio. Un ejemplo es el formato LRC (lyrics) para mostrar letras o información escrita en podcast. Son útiles también para el karaoke.

## Programas informáticos y subtítulos
Hay programas adaptados para la escritura cómoda de subtítulos, programas reproductores de vídeo que permiten sincronizar un fichero de vídeo con un fichero de subtítulos, y programas de edición de vídeo que permiten incluir pistas de subtitulado provenientes de un fichero externo o con herramientas propias para el tratamiento de subtítulos.

### Escribir ficheros de subtitulado
- Gaupol (GPL) soporta los formatos:

SubRip (.srt)
MicroDVD (.sub)
Substation Alpha (.ssa) - parcialmente
Advanced Substation Alpha (.ass) - parcialmente
MPsub (MPlayer subtitle)
SubViewer 2.0
MPL2
TMPlayer
- Gnome Subtitles (GPL) soporta los formatos:

SubRip (.srt)
MicroDVD (.sub)
Substation Alpha (.ssa)
Advanced Substation Alpha (.ass)
MPsub (MPlayer subtitle)
MPlayer
MPlayer 2
SubViewer 1.0
SubViewer 2.0
Adobe Encore DVD
DKS Subtitle Format
Karaoke Lyrics LRC
Karaoke Lyrics VKT
Panimator
Phoenix Japanimation Society
Power DivX
- Subtitle Edit Archivado el 22 de agosto de 2010 en Wayback Machine. (GPL) puede leer, escribir y convertir entre más de 80 formatos de subtítulo, como :

SubRip (.srt)
MicroDVD (.sub)
Substation Alpha (.ssa)
Advanced Substation Alpha (.ass)
MPsub (MPlayer subtitle)
SubViewer 2.0
MPL2
Plain-Text
Adobe Encore DVD
Video player utiliza DirectShow o VLC media player
Autotraducción vía Google translate
- Subtitle Editor (GPL) soporta los formatos:

SubRip (.srt)
MicroDVD (.sub)
Substation Alpha (.ssa)
Advanced Substation Alpha (.ass)
MPsub (MPlayer subtitle)
SubViewer 2.0
MPL2
Plain-Text
Adobe Encore DVD
- KSubtile (GPL) soporta los formatos:

SubRip (.srt)
- Tea soporta los formatos:

SubRip (.srt)

### Reproducción de vídeo
- Kaffeine (GPL) soporta los formatos:

SubRip (.srt)
MicroDVD (.sub)
Substation Alpha (.ssa)
.smi
.asc
.txt
- VLC media player (GPL) soporta los formatos:

SubRip (.srt)
MicroDVD (.sub)
Substation Alpha (.ssa)
SubViewer
VobSub (pista de imágenes)
Sami
- MPlayer (GPL) soporta los formatos:

SubRip (.srt)
MicroDVD (.sub)
Substation Alpha (.ssa)
MPsub (MPlayer subtitle)
SubViewer
VobSub (pista de imágenes)
OGM
CC (closed caption)
Sami
VPlayer
RT
PJS (Phoenix Japanimation Society)
AQTitle
JACOsub

### Edición de vídeo
- DVDauthor - Spumux (GPL) soporta los formatos:

SubRip (.srt)
MicroDVD (.sub)
Substation Alpha (.ssa)
Advanced Substation Alpha (.ass)
.smi
.rt
.txt
.aqt
.jss
.js
Para DVDauthor hay interfaz de escritorio, como Q-DVDAuthor (SubRip - *.srt) o DVDStyler
- Subtitler de Cinelerra soporta los formatos:

SubRip (.srt)
- Avidemux (GPL) soporta los formatos:

SubRip (.srt)
Advanced Substation Alpha (.ass)
VobSub (pista de imágenes)

## Ejemplos de código de subtítulos
Ejemplo de código del Universal Subtitle Format cogido de http://usf.corecodec.org/files/SVGsample.usf (enlace roto disponible en Internet Archive; véase el historial, la primera versión y la última). 

```
<?xml version="1.0" encoding="UTF-8"?>
 <!-- DOCTYPE USFSubtitles SYSTEM "USFV100.dtd" -->
 <?xml-stylesheet type="text/xsl" href="USFV100.xsl"?>
 <USFSubtitles version="1.0">
  <metadata>
    <title>A USF file containing only SVG</title>
      <author>
        <name>unmei</name>
        <email>unmei@matroska.org</email>
      </author>
      <language code="eng">English</language>
      <date>2004-04-24</date>
  </metadata>
  <svgdefs>
    <defs>
      <linearGradient id="black-white_1" x1="0%" y1="0%" x2="0%" y2="33.3333%" spreadMethod="reflect" gradientUnits="objectBoundingBox">
        <stop offset="0%" stop-color="#000"/>
        <stop offset="100%" stop-color="#FFF"/>
      </linearGradient>
      <linearGradient id="black-white" x1="0%" y1="0%" x2="100%" y2="0%" spreadMethod="pad" gradientUnits="objectBoundingBox">
        <stop offset="0%" stop-color="#000"/>
        <stop offset="100%" stop-color="#FFF"/>
      </linearGradient>
    </defs>
  </svgdefs>
  <subtitles>
    <subtitle start="00:00:02.000" stop="00:00:08.000">
      <svg horizontal-margin="10%" vertical-margin="4%" alignment="TopRight" scale-x="500" scale-y="500">
        <rect x="102" y="30" width="130" height="81" fill="none" strike="url(#black-white)" stroke-width="5" stroke-opacity="0.75"/>
        <ellipse cx="117" cy="445.5" rx="54" ry="41.5" fill="none" stroke="url(#black-white_1)" stroke-width="8"/>
        <polygon points="448.78,103.659 373.171,137.805 443.902,196.341" stroke="none" stroke-width="0" fill="url(#black-white)"/>
      </svg>
	</subtitle>
  </subtitles>

```

Ejemplo de código de subtítulo en MicroDVD de la película ciudadano Kane
```
[INFORMATION]
[TITLE]Ciudadano Kane
[AUTHOR]CabRa
[SOURCE]Subtitles captured by SubRip 0.8b
[PRG]
[FILEPATH]
[DELAY]0
[CD TRACK]0
[COMMENT]
[END INFORMATION]
[SUBTITLE]
[COLF]&HFFFFFF,[STYLE]bd,[SIZE]18,[FONT]Arial
00:00:00.00,00:00:00.10
00:02:23.99,00:02:25.22
Rosebud.

00:03:12.23,00:03:15.03
"EN XANADU ORDENO CONSTRUIR[br]KUBLA KHAN..."

00:03:15.27,00:03:18.27
"UN MAJESTUOSO DOMO[br]DE PLACER."

00:03:22.79,00:03:24.51
En el legendario Xanadu...

00:03:24.75,00:03:28.14
Kubla Khan ordenó construir[br]su domo de placer.

00:03:28.39,00:03:31.78
Tan legendario es hoy[br]eIXanadu de Florida,...

00:03:32.03,00:03:34.95
el parque de atracciones[br]privado mayor del mundo.

00:03:36.87,00:03:38.87
Aquí, en el desierto,...

00:03:39.11,00:03:41.79
se construyó[br]una montaña artificial.

.....

01:53:10.47,01:53:15.03
¿Conque cree que será[br]divertido dirigir un periódico?

01:53:19.47,01:53:25.03
Subtítulos por Andrés (Gf-X.com.ar)

```

Ejemplo de código de subtítulo en SSA
```
[Script Info]
; This is a Sub Station Alpha v4 script.
; For Sub Station Alpha info and downloads,
; go to http://www.eswat.demon.co.uk/
; or email kotus@eswat.demon.co.uk
; 
; Note: This file was saved by Subresync.
; 
ScriptType: v4.00
Collisions: Normal
PlayResX: 640
PlayResY: 480
Timer: 100.0000

[V4 Styles]
Format: Name, Fontname, Fontsize, PrimaryColour, SecondaryColour, TertiaryColour, BackColour, Bold, Italic, BorderStyle,
     Outline, Shadow, Alignment, MarginL, MarginR, MarginV, AlphaLevel, Encoding
Style: Default,Simhei,24,&Hffffff,&Hffffff,&H232323,&H232323,-1,0,1,1,1,2,20,20,15,0,1
Style: Default2,Simhei,20,&Hffffff,&Hffffff,&H666666,&H666666,-1,0,1,1,1,2,20,20,15,0,1
Style: Default3,Simhei,30,&Hffffff,&Hffffff,&H333333,&H333333,-1,0,1,1,0,2,20,20,15,0,1
Style: Default4,Simhei,20,&Hffffff,&Hffffff,&H666666,&H666666,-1,0,1,1,1,6,20,20,15,0,1

[Events]
Format: Marked, Start, End, Style, Name, MarginL, MarginR, MarginV, Effect, Text
Dialogue: Marked=0,0:00:04.40,0:00:05.80,Default,,0000,0000,0000,,星星的魅力是如此誘人
Dialogue: Marked=0,0:00:06.00,0:00:07.40,Default,,0000,0000,0000,,凶手的演技可媲美藝人
Dialogue: Marked=0,0:00:07.70,0:00:09.00,Default,,0000,0000,0000,,偵探團的各位 沒時間了喲
Dialogue: Marked=0,0:00:09.40,0:00:12.40,Default,,0000,0000,0000,,要讓事件落幕 也要趕上舞臺幕布重新昇起
Dialogue: Marked=0,0:00:12.60,0:00:14.00,Default,,0000,0000,0000,,看透唯一真相的人
Dialogue: Marked=0,0:00:14.30,0:00:15.70,Default,,0000,0000,0000,,外表看似小孩 卻擁有過人智慧
Dialogue: Marked=0,0:00:15.90,0:00:17.70,Default,,0000,0000,0000,,他的名字就是名偵探柯南
Dialogue: Marked=0,0:01:56.20,0:01:58.90,Default,,0000,0000,0000,,四處巡回演出的劇團
Dialogue: Marked=0,0:01:59.20,0:02:00.90,Default,,0000,0000,0000,,「伊東玉之助巡回劇團」再次來到了我們的城市

```

Ejemplo de código de subtítulo en SubRip
```
1
00:00:00,394 --> 00:00:03,031
Anteriormente en Sons of Anarchy...

2
00:00:03,510 --> 00:00:05,154
Ponte esto. Ayudará.

3
00:00:05,274 --> 00:00:07,021
Estoy bien sin él.

4
00:00:08,099 --> 00:00:12,357
Se vengó de la persona equivocada.
Y ahora tiene a mi hijo.

5
00:00:12,477 --> 00:00:14,127
Sabemos que tiene un pasaporte falso.

6
00:00:14,522 --> 00:00:16,207
Está de vuelta en Belfast.

```

Ejemplo de código de subtítulo o karaoke en LRC de la canción "Beauty And The Beast" de Céline Dion
```
[ti:Beauty And The Beast]
[ar:Celine Dion]
[au:Howard Ashman]
[al:Celine Dion - All The Way ... A Decade Of Song]
[by:Wooden Ghost]
[re:A2 Media Player V2.2 lrc format]
[ve:V2.20]
[00:02.00]Beauty And The Beast
[00:04.50] 
[00:04.80]Celine Dion & Peabo Bryson
[00:07.30] 
[00:07.60]Music by Alan Menken
[00:10.10] 
[00:10.40]Lyrics by Howard Ashman
[00:13.30] 
[00:14.80]<00:15.30>Tale <00:15.70>as <00:16.20>old <00:16.70>as <00:17.20>time<00:19.25>
[00:20.90]<00:21.40>True <00:22.20>as <00:22.50>it <00:22.75>can <00:23.10>be<00:25.20>
[00:27.20]<00:27.70>Bare<00:28.10>ly <00:28.50>e<00:28.85>ven <00:29.20>friend<00:30.10>s<00:30.40>
[00:30.50]<00:30.80>Then <00:31.25>some<00:31.75>bo<00:32.05>dy <00:32.35>bend<00:33.15>s<00:33.45>,
     <00:33.90>un<00:34.70>ex<00:35.00>pect<00:35.30>ed<00:36.10>ly<00:38.10>
[00:39.70]<00:40.20>Just <00:40.80>a <00:41.25>lit<00:41.45>tle <00:41.70>chan<00:43.70>ge<00:44.00>
[00:45.80]<00:46.30>S<00:46.50>mall <00:47.00>to <00:47.35>say <00:47.70>the <00:48.05>lea<00:48.80>st<00:49.05>
[00:49.15]<00:49.55>Both <00:50.10>a <00:50.35>lit<00:50.70>tle <00:51.15>scared<00:52.10>
[00:52.20]<00:52.50>Nei<00:52.90>ther <00:53.30>one <00:53.65>pre<00:54.15>pared<00:55.05>
....
....
....
[03:27.20]<03:27.70>Oh ...<03:28.30> <03:29.10>Oh ...<03:31.40>
[03:32.90] 
[03:33.40] 
[03:41.75] 
[03:43.25]<03:43.75>Beau<03:44.25>ty <03:45.10>and <03:46.15>the<03:47.75> <03:49.75>Bea<03:55.35>st<03:55.65>
[03:57.15] 
[03:58.65] 
[03:59.85] 
[04:00.15] 
[04:00.45]Internet service is provided by CDMI

```

## Diferencias entre los formatos de subtítulos
La mayoría de los formatos tienen sus ventajas y desventajas. Como regla general, podemos afirmar que cuanto más complejo es un formato, menos programas de los que procesan subtítulos serán compatibles con él:

### Subtítulos llanos
- Los formatos más compatibles de todos son los denominados "llanos". Llevan este nombre porque no tienen estilos, ni "tags", ni efectos. Solamente son el texto del diálogo con sus respectivos tiempos de inicio y de finalización del diálogo. El formato de subtítulos "llano" por excelencia es el .srt llano. Este formato es el más usado de los formatos de texto llano siendo (en su versión de "srt llano") el único compatible con algunos de los programas de creación de DVD softsubs. En su evolución, hasta el .srt se fue volviendo más complejo, y ahora si se desea, se le pueden agregar "tags" (de itálica, negrita y colores), y también si uno quiere puede superponer líneas de diálogo (esto quiere decir que uno puede poner dos diálogos distintos que transcurren en el mismo lapso de tiempo), y habrá programas del tipo de los que procesan los subtítulos, que "entenderán" los tags por un lado, y que superpondrán las líneas de diálogo una sobre la otra por el otro. Hay que tener en cuenta que esto ya no es "srt llano" y deja de ser compatible con programas más sencillos.

- Otros formatos "llanos": .sub, .sub tipo MicroDVD (el único cuyos tiempos dependen del framerate del vídeo, aunque son muy fáciles de convertir a otros formatos que no dependan del framerate), el smi/sami si no tiene especificaciones de colores ni nada de eso, el mismo .txt, y también el .ssa/ass es considerado "llano" si no tiene ni estilos, ni tags (ni tags con efectos).

- Todos los formatos de subtítulos "llanos" son muy fáciles de convertir uno en el otro, sin miedo a perder información durante la conversión. Por lo tanto, si se tiene un programa de los que procesan subtítulos que "entiende" uno cualquiera de estos formatos, pero el formato que se baja de internet es diferente del que "entiende" el programa, y también es "llano", simplemente se convierte al subtítulo de formato usado y listo. No hay peligro en hacer conversiones cuando los subtítulos son "llanos". El programa más usado para convertir formatos entre sí es el Subtitle Workshop, que puede abrir una importante variedad de formatos de subtítulos.

### Subtítulos contags
- Durante la evolución de los "programas del tipo de los que procesan subtítulos", empezaron a aparecer versiones de los programas que podían "entender" lo que en informática se llaman los "tags". Un tag es algo que tiene esta apariencia:
```
<i>Este subtítulo está encerrado en un tag que se llama "i".</i>
```

O a veces tiene esta apariencia:
```
{\i1}Este subtítulo está encerrado en un tag que se llama "i".{\i0}
```

La característica de todos los "tags" es que están divididos en dos: uno de apertura y uno de cierre, y todo lo que está encerrado en el medio, se dice que está "modificado" por ese tag. Por lo tanto los dos textos que mostramos de ejemplo, están modificados por el tag "i". El primer ejemplo es en el .srt, el segundo ejemplo es en el Substation Alpha (ssa o ass), y lo que hace el tag "i", en los dos casos, es poner el texto en itálica.
Si el "tag de cierre" no aparece, entonces los programas asumen que toda la línea está modificada por el mismo tag:
```
<i>Este subtítulo está encerrado en un tag que se llama "i", como no tiene tag de cierre, todo el resto de la línea está modificado por "i".
```

Otro ejemplo:
```
Esta parte del subtítulo no está modificada por "i"<i>pero todo el resto de la línea sí lo está.
```

- Ahora bien, no todos los programas entienden los subtítulos con tags, y algunos programas, lo cual es más peligroso, "creen" que los entienden pero no lo hacen bien. En principio un programa entiende "bien" un subtítulo con tags, si este ejemplo:
```
<i>Esta parte con itálica.</i> Esta parte sin itálica.
```

es mostrado tal como dice el texto, es decir, la parte encerrada entre tags de "i" es mostrada en itálica, y lo que no está encerrado entre tags no lo muestra en itálica.
¡Aquí tenemos nuestro primer problema con el Subtitle Workshop! ya que si este programa encuentra un .srt con tags, va a modificarlo para que se vea de esta forma:
```
<i>Esta parte con itálica.Esta parte sin itálica.</i>
```

Que no es lo que queríamos. Ya encontramos nuestra primer "incompatibilidad" entre un programa del tipo de los que procesan subtítulos, y un subtítulo.

### Subtítulos con efectos
- Un paso posterior lo dio un programa particular del tipo de los que procesan subtítulos, que en esa época se llamaba VobSub (en versiones actuales se lo llama VSFilter o Textsub). Este programa fue el primero que pudo procesar subtítulos en formato ssa/ass con tags complejos, por ejemplo este texto:
```
{\move(80,180,300,180)}{\fade(255,0,255,0,1000,3000,5000)}Jano
```

está modificado por el tag "move" y el tag "fade" (cuando los tags son así de complejos, el VSFilter también los llama "comandos", y otros más complejos todavía que no vimos en el ejemplo, son llamados "funciones", aquí vamos a llamar "tag").
- Como habrán podido adivinar, en este caso de ssa/ass con "efectos", tenemos menor cantidad de programas que procesan los subtítulos correctamente, que son solamente dos:
- si van a ver el subtítulo en forma de "softsubs", el único que los procesa correctamente es el VSFilter (ex VobSub),
- si quieren meter el video subtitulado en un DVD, no hay forma de hacer un "vob" separado del video que muestre los efectos, la única forma de mostrarlos en el DVD, es pegándolos al video. El único filtro que hace eso es el TextSub (si ustedes conocían el Subtitler filter de Avery Lee, es un filtro viejito que no "entiende" los efectos nuevos agregados por el VobSub).
Un problema particular con el VSFilter, es que es únicamente para sistemas Windows, y hacer un port de su código para que sea multiplataforma es demasiado trabajo, dada la mala documentación de su código fuente. Por esta razón, el proyecto MPlayer creó su propio renderizador de subtítulos de este tipo, llamado LibASS, dando la posibilidad de ver los subs, sin importar la plataforma.

### Subtítulos con estilos
- Además de agregar tags e irlos complicando más y más, los programas que leen subtítulos empezaron a ser capaces de poder procesar "estilos". ¿Por qué se hicieron necesarios los estilos? En casos como este:
```
{\fnComic Sans MS\i1}Oiga, donde quiera que vaya sólo hay bosques.
{\fnComic Sans MS\i1}Hombre, quiero ir a Geffen y trabajar.
{\fnComic Sans MS\i1}¿De veras? Yo quisiera continuar cazando un poco más.
{\fnComic Sans MS\i1}Eso estaría bueno, pero he oído que es un poco peligroso.
{\fnComic Sans MS\i1}Estaremos bien. Incluso si algo  ocurre,\N yo los protegeré con esto.
```

Es más fácil crear un "estilo" que se llame por ejemplo, "MiEstilo", que diga: "a todas las líneas de diálogo que estén modificadas por este estilo, mostrarlas según el tag {\fnComic Sans MS\i1}", que es lo mismo que decir "a todas las líneas de diálogo que estén modificadas por este estilo, mostrarlas con la fuente Comic Sans MS, y en itálica".
La ventaja principal de los estilos es que cuando uno quiere hacer una modificación, por ejemplo agrandar la letra, o cambiar el color, o cambiar la fuente porque uno encontró otra que le gusta más, hace el cambio una sola vez, en el estilo "MiEstilo" en lugar de línea por línea.
Pueden encontrar más información sobre los estilos en la página de Substation Alpha.